# Liste der Monuments historiques in Vandeléville
Die Liste der Monuments historiques in Vandeléville führt die Monuments historiques in der französischen Gemeinde Vandeléville auf.

## Liste der Objekte
| Bezeichnung                      | Beschreibung                                                                                    | Standort                      | Kennzeichnung | Schutzstatus | Datum | Bild |
| -------------------------------- | ----------------------------------------------------------------------------------------------- | ----------------------------- | ------------- | ------------ | ----- | ---- |
| Skulptur Heilige Magdalena       | Stein, Anfang des 18. Jahrhunderts                                                              | in der Kirche St-Léger (Lage) | PM54000938    | Classé       | 1961  |      |
| Hauptaltar                       | Altartisch, Altaraufbau und Tabernakel; Holz, farbig gefasst, erste Hälfte des 18. Jahrhunderts | in der Kirche St-Léger (Lage) | PM54000940    | Classé       | 1982  |      |
| Skulptur Madonna mit Kind        | Stein, bezeichnet 1710                                                                          | in der Kirche St-Léger (Lage) | PM54000936    | Classé       | 1961  |      |
| Skulptur Heilige Barbara         | Stein, Anfang des 18. Jahrhunderts                                                              | in der Kirche St-Léger (Lage) | PM54000937    | Classé       | 1961  |      |
| Skulptur eines heiligen Bischofs | Eichenholz, Anfang des 18. Jahrhunderts                                                         | in der Kirche St-Léger (Lage) | PM54000939    | Classé       | 1961  |      |